# Кокуй (Кировская область)
Кокуй — деревня в Сунском районе Кировской области, административный центр Кокуйского сельского поселения.

## География
Находится на расстоянии примерно 2 километра по прямой на юг от районного центра поселка  Суна.

## История
Известна с 1678 года как починок с 3 дворами, принадлежавший Успенскому Трифанову монастырю. С 1720-х годов деревня Кокуйская вторая. 67 жителей в 1746 году. В 1873 году дворов 22 и жителей 146, в 1905 24 и 185, в 1926 24 и 109, в 1950 45 и 203. В 1989 году проживало 369 человек. 

## Население
Постоянное население  составляло 369 человек (русские 97%) в 2002 году, 336 в 2010.